# Bo Jonsson (skådespelare)
Carl Bo Gunnar Jonsson, född 10 april 1954 i Västerås, är en svensk skådespelare.

## Filmografi
- 1996 – Den vita lejoninnan
- 1998 – Det sjunde skottet
- 2001 – Så vit som en snö

## Teater

### Roller
| År   | Roll          | Produktion                                                                                                 | Regi          | Teater                   |
| ---- | ------------- | --- | ------------- | ------------------------ |
| 1989 | David         | Sagan om den sönderslitna dockan (El circulito de tiza o Historia de una muñeca abandonada) Alfonso Sastre | Hans Polster  | Helsingborgs stadsteater |
| 1990 | Unge Bigre    | Jacques och hans husbonde (Jakub a jeho pán) Milan Kundera                                                 | Hans Polster  | Helsingborgs stadsteater |
| 1990 | Daniel Savary | Vår fantastiska pappa (Le voyage de Monsieur Perrichon) Eugène Labiche                                     | Gordon Marsh  | Helsingborgs stadsteater |
| 1991 | Mario Batone  | Maratondansen (They shoot horses, don't they?) Horace McCoy                                                | Tom Lagerborg | Helsingborgs stadsteater |
| 1991 | Shane         | Och ge oss skuggorna Lars Norén                                                                            | Hans Polster  | Helsingborgs stadsteater |
| 1992 | Jonas Albeck  | Maries barn Bengt Ahlfors och Johan Bargum                                                                 | Jan Nielsen   | Helsingborgs stadsteater |